# Кузњецк
Кузњецк (рус. Кузнецк) град је у Русији, у Пензенској области. Према попису становништва из 2010. у граду је живело 88.883 становника.

## Географија
Површина града износи 42,08 km².

## Становништво
Према прелиминарним подацима са пописа, у граду је 2010. живело 88.883 становника, 3.167 (3,44%) мање него 2002.
| 1939.  | 1959.  | 1970.  | 1979.  | 1989.  | 2002.  | 2010.  |
| ------ | ------ | ------ | ------ | ------ | ------ | ------ |
| 37.842 | 56.880 | 84.102 | 93.642 | 98.798 | 92.050 | 88.839 |